# Wartha (Eisenach)
Wartha ist ein Stadtteil der Stadt Eisenach im Wartburgkreis in Thüringen. Er liegt direkt an der Werra.

## Lage
Naturräumlich liegt Wartha im mittleren Werratal und am östlichen Rand des Ringgau auf dem linken (westlichen) Ufer der Werra. Der höchste Punkt der Gemarkung befindet sich im Südhang des Kielforst (ca. 300 m), die Ortslage selbst liegt zwischen 196 und 198 m Höhe über Meeresspiegel und war bis zum Bau der Hochwasserschutzdämme entlang der Werra stark hochwassergefährdet.
Der Ort grenzt im Westen an die hessische Gemeinde Herleshausen (Werra-Meißner-Kreis), es folgen in Thüringen der Ort Pferdsdorf (Gemeinde Krauthausen, Wartburgkreis) im Norden, im Osten die Eisenacher Stadtteile Neuenhof und Hörschel sowie Göringen im Süden.

## Geschichte
Wartha wurde am 1. Mai 1279 erwähnt, als ein Burggraf der nahen Brandenburg den Ort an das Eisenacher Katharinenkloster verkaufte, dies ist bisher der älteste schriftliche Nachweis des Ortes. Der Ort entstand an einer Furtstelle der Werra zu deren Kontrolle und Schutz zeitweise auf dem benachbarten Hochufer ein Wachturm – eine Warte – befindlich war. 
Zur Gemarkung zählt auch der Platz des ehemaligen Hofes Spierau. Das nahe dem heutigen Bahnhof Wartha (Werra) am Fuße des Kielforst gelegene Vorwerk des Warthaer Avemannschen Gutes lag bereits im 18. Jahrhundert wüst, die Flächen wurden um 1840 an Warthaer Einwohner verkauft.
Wartha gehörte im Spätmittelalter zum sächsisch-thüringischen Amt Eisenach, die Kirche war eine Filiale der Neuenhofer Pfarrei. Im Jahre 1870 zählte man 25 Wohnhäuser und 145 Einwohner. Zur damaligen Zeit war der Ort mit den ertragreichsten Böden des Eisenacher Gebietes gesegnet.
1831 wurde die erste Warthaer Werrabrücke eingeweiht, die die bis dahin vorhandene Furt ablöste. Die Brücke wurde im Laufe ihres Bestehens mehrmals durch Hochwasser und Eisgang beschädigt und wieder instand gesetzt. 1868 wurde die Warthaer Flur separiert.
Am 1. April 1945 wurde der Ort von den Kampfhandlungen des Zweiten Weltkriegs heimgesucht. Im amerikanischen Artilleriebeschuss wurde der Gasthof in der Herleshäuser Straße zerstört, mehrere Häuser und die Kirche beschädigt. Zurückweichende deutsche Soldaten hatten die Werrabrücke gesprengt und die US-Truppen von den Höhen rechts der Werra unter Feuer genommen.
Die seit dem 18. Jahrhundert nachweisbare Werramühle, eine Mahlmühle, die sich in den 1920er und 1930er Jahren im Besitz der Eltern des Rennfahrers Robert Kohlrausch befand und in dieser Zeit auch als Flussbadeanstalt bekannt und beliebt war, wurde nach 1947 dem Verfall überlassen, später erst das Wehr und dann die Mühle abgerissen.
Im Ergebnis einer Gebietsreform trat am 1. Juni 1973 der Zusammenschluss der Gemeinden Wartha und Göringen zur Gemeinde Wartha-Göringen in Kraft. Zu diesem Zeitpunkt war der Ort im Kreis Eisenach wegen seiner unmittelbaren Grenzlage nur mit Passierschein erreichbar. Die Eingemeindung in die Stadt Eisenach erfolgte am 1. Juli 1994.
Die Gemeindechronik berichtet von zahlreichen Hochwasserfluten, die im Dorf stets hohe Schäden anrichteten. 2007/2008 wurde deshalb durch den Freistaat Thüringen ein Ringdeich um die Ortslage gebaut, der den Ort vor einem 100-jährlichen Hochwasserabfluss schützen soll.

## Politik
Der Ortsteil hat mit dem Nachbarort Göringen eine gemeinsame Ortsteilverfassung.
Nach der Eingemeindung hatte Dieter Stegmann (parteilos) von 1994 bis 2004 das Amt des Ortsteilbürgermeisters der Orte Göringen und Wartha inne. Sein Nachfolger wurde Wolfgang Gebhardt, der das Amt 2010 niederlegte. Bei der nachfolgenden Ortsteilbürgermeisterwahl stand kein Bewerber zur Wahl, Dieter Stegmann erhielt bei der Mehrheitswahl die meisten Stimmen, lehnte das Amt aber ab. Damit war der Ortsteilbürgermeister aus der Mitte des Ortsteilrates zu wählen, der sich für Friedrich Rittweger entschied.
Bei der Wahl am 25. Mai 2014 wurde Dirk Schmietendorf zum Ortsteilbürgermeister beider Orte gewählt.

## Sehenswürdigkeiten
Die 1586 erbaute Dorfkirche gilt als älteste und zugleich kleinste Fachwerkkirche Thüringens. Die Ortslage ist geprägt von teils denkmalgeschützten Fachwerkhöfen.

## Impressionen

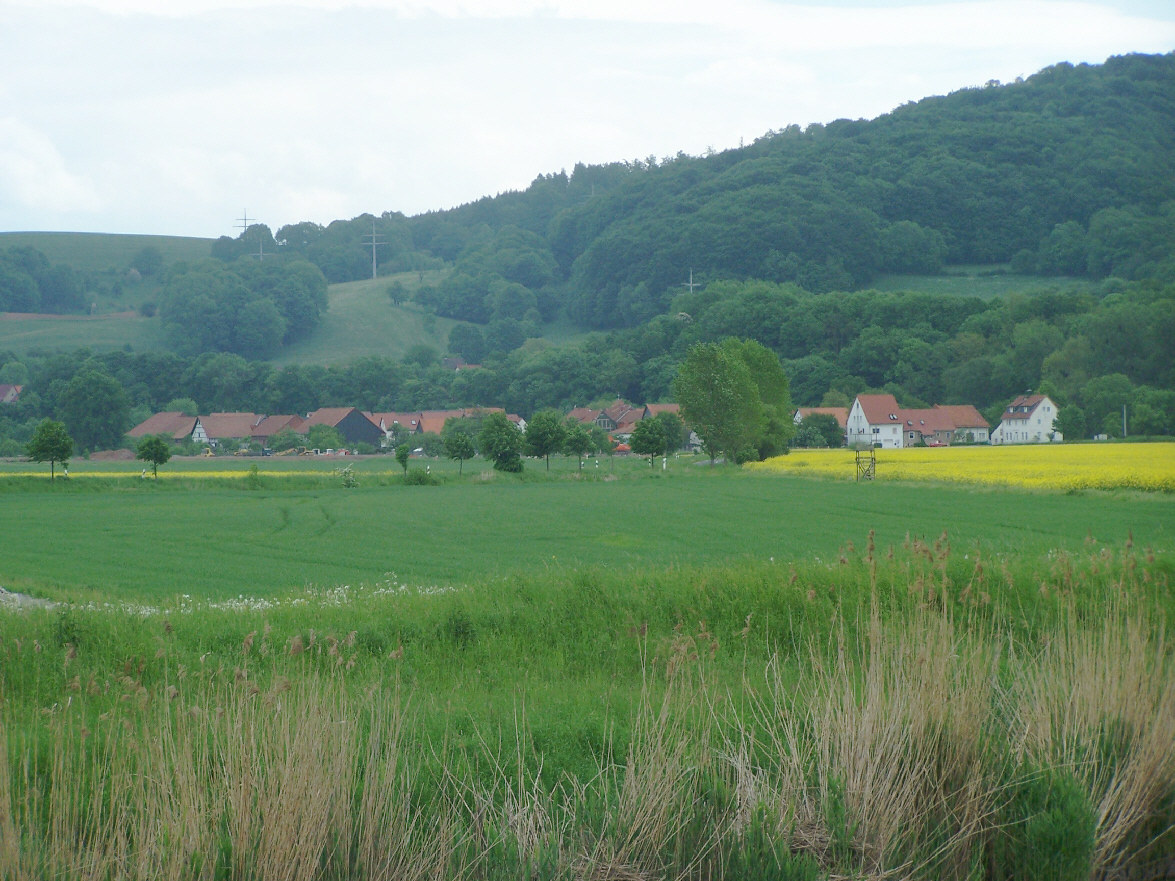
Ortsbild von Westen
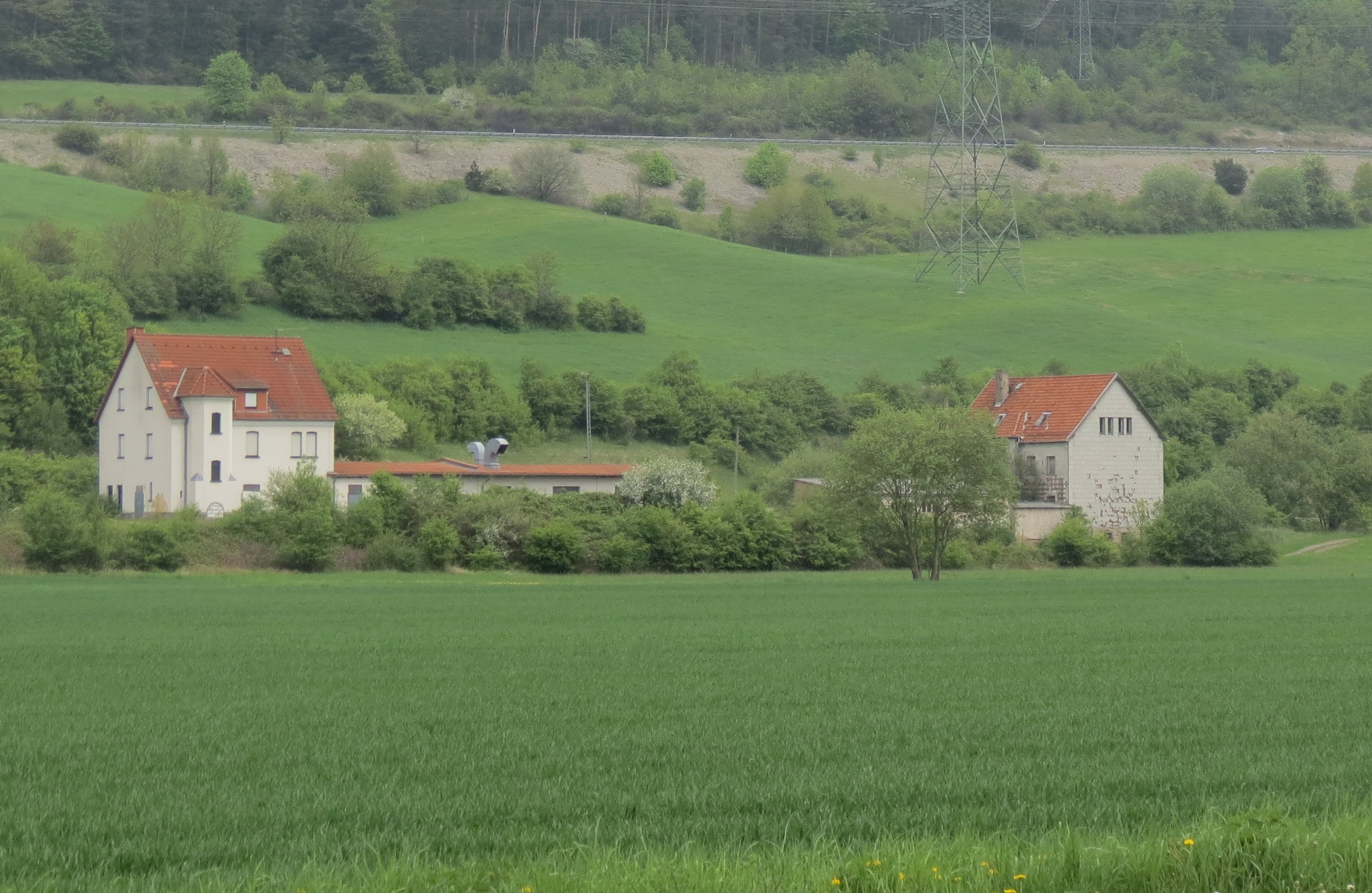
Bahnhof Wartha
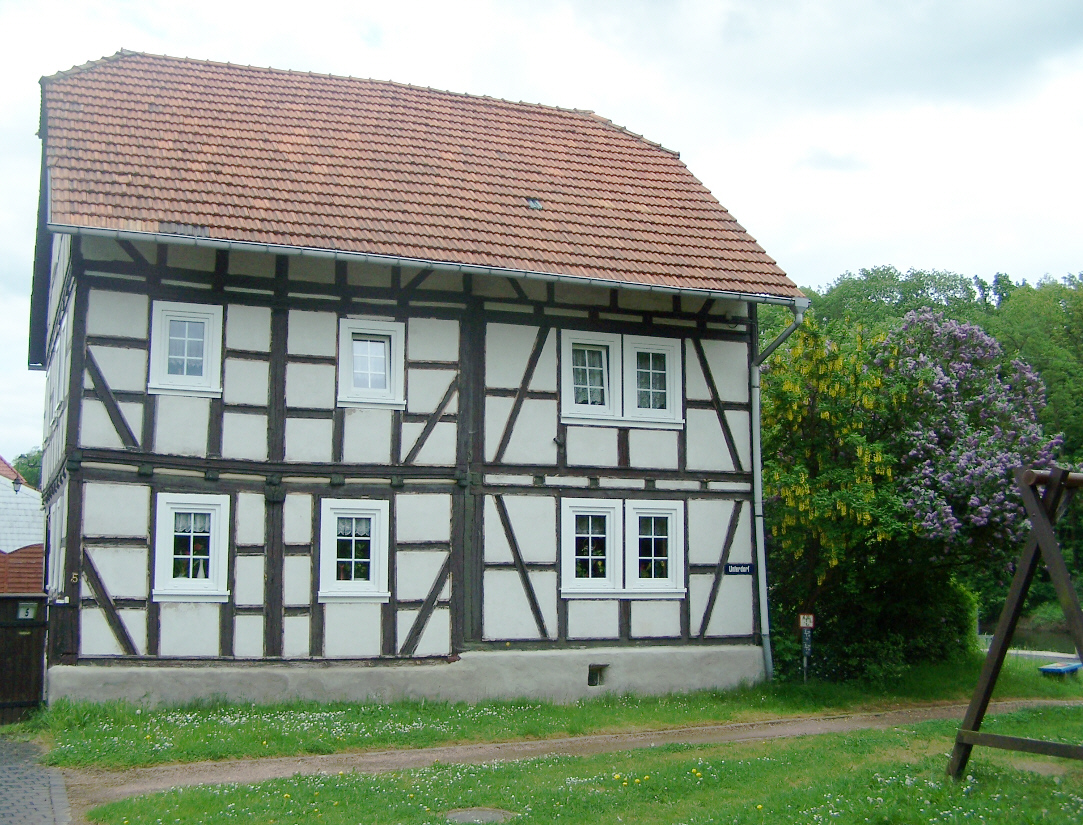
Fachwerkhaus
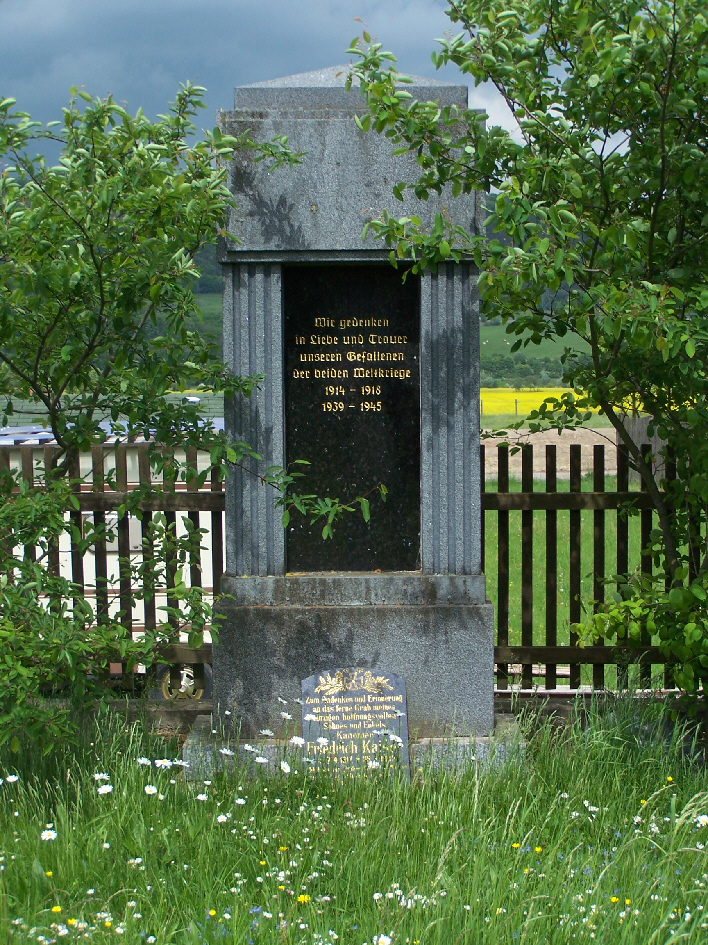
Gefallenendenkmal auf dem Friedhof
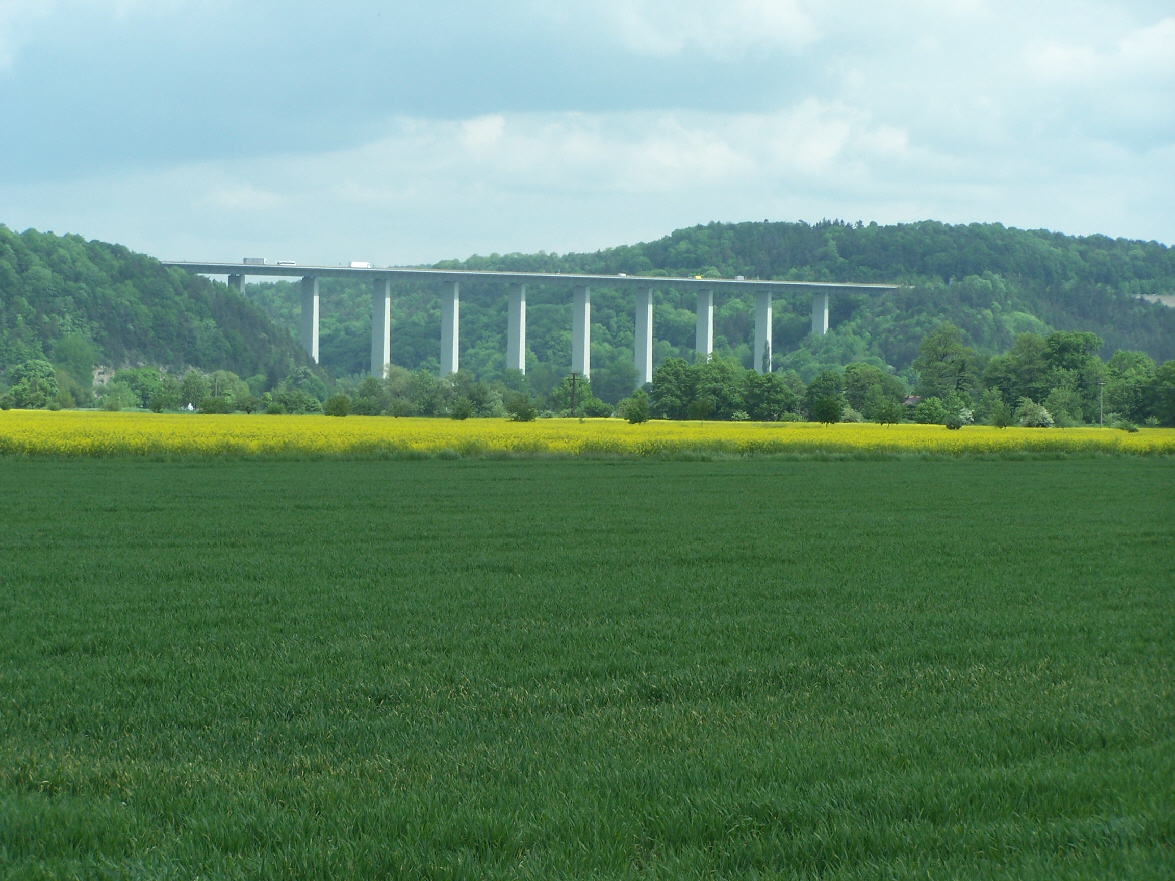
Werratalbrücke

## Verkehr

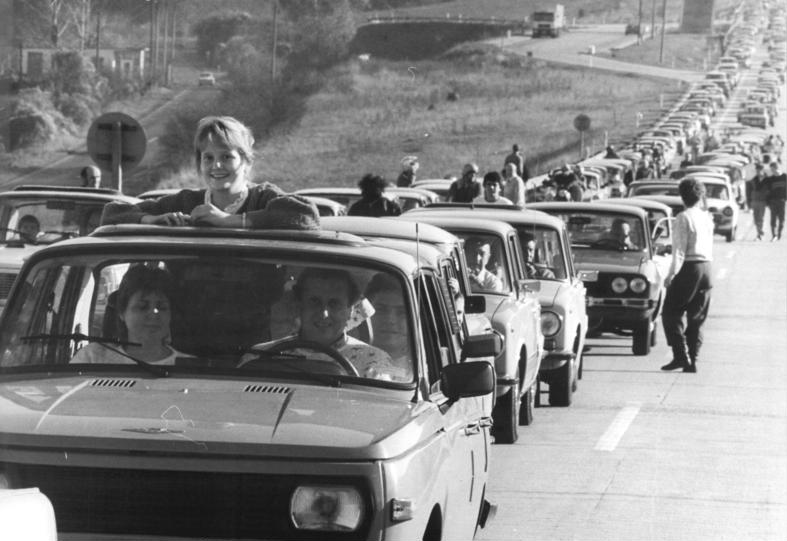
Stau vor der Grenzübergangsstelle Wartha am 10. November 1989

Wartha ist durch den früheren Grenzübergang Wartha/Herleshausen zwischen der Bundesrepublik Deutschland und der Deutschen Demokratischen Republik (Interzonenverkehr) bekannt geworden.
Der Ort ist durch die Kreisstraßen 17 und 505 mit den Nachbarorten verbunden. Am Ortsrand führt eine Brücke über die Werra, wo werktags Anschluss an die Stadtbus-Linie 2 des Verkehrsunternehmen Wartburgmobil besteht.
Die nächstgelegene Anschlussstelle der Bundesautobahn 4 befindet sich im zwei Kilometer entfernten Herleshausen.
An der Bahnstrecke Halle–Bebra befinden sich Haltepunkte in Hörschel und Herleshausen. Nur noch ein Betriebsbahnhof ist nunmehr der Bahnhof Wartha (Werra). Hier begann ab 1907 die Strecke in Richtung Schwebda, welche über Creuzburg, Mihla, Treffurt und Wanfried nach Eschwege führte. Nach 1945 wurde die Strecke schrittweise stillgelegt und demontiert, zuletzt 1969 der Abschnitt Wartha – Mihla.